# Chrám Nanebevstoupení Páně (Kolomenskoje)
Chrám Nanebevstoupení Páně v Kolomenském (rusky Церковь Вознесения Господня в Коломенском) je pravoslavný chrám Moskevské eparchie, zanesený roku 1994 na seznam světového dědictví UNESCO. Nachází se v moskevském Kolomenském, historicko-architektonickém a přírodně-krajinném muzeu v přírodě.
Jeho jedinečnost spočívá v tom, že se jedná o první kamenný chrám v Rusku s jehlanovitou střechou, tradičním prvkem ruské dřevěné architektury. Stavba výrazně ovlivnila další vývoj ruské architektury.

## Historie
Chrám byl vystavěn v Kolomenském v letech 1528-1532 architektem italského původu Petrokem Malým (rozený Pietro Annibale) na pravém břehu řeky Moskvy na příkaz moskevského velkoknížete Vasilije III.
Podle legendy jej dal velkokníže vystavět jako výraz díků za narození dlouho očekávaného následníka trůnu, pozdějšího cara Ivana IV. Hrozného. Ve skutečnosti to tak být nemohlo, neboť by chrám musel být vystavěn za pouhé dva roky (Ivan IV. se narodil roku 1530), což nebylo tehdy technicky možné. S největší pravděpodobností měl sloužit k modlitbám za rozmnožení velkoknížecí rodiny. Architekt Annibale byl vyslán do Moskvy papežem Klimentem VII. na základě žádosti velkoknížete, aby stavěl speciální modlitební chrámy. Do Moskvy doputoval roku 1528 a za 2-3 týdny se přistoupilo ke stavebním pracím.
Oproti původnímu plánu byl projekt po položení základů nakonec ještě přepracován, protože chrám měl být vidět od svatého pramene v Kolomenském. Vznikla tak zvláštní spodní část chrámu, jakýsi sokl. Po upřesnění projektu se stavební práce opět rozběhly v roce 1529. Spodní část chrámu byla dokončena roku 1530, o rok později vyrostla stavba až na úroveň osmiúhelníkové části věže a definitivně dostavěna byla roku 1532. Vysvěcení provedl metropolita Daniel za účasti knížete Vasilije, kněžny Jeleny a syna Ivana.
V souvislosti s narozením následníka trůnu roku 1530 pro něj bylo zbudováno čestné tzv. carské místo (bohatě zdobené vyvýšené místo, kde při bohoslužbě stál car). Původní interiér se však nedochoval, z dobových záznamů je patrné pouze to, že stěny byly zdobeny bohatými nástěnnými malbami. Tyto malby byly roku 1884 nenávratně odstraněny a chrám byl vyzdoben novými nástěnnými obrazy.

## Architektonická charakteristika
Při stavbě chrámu byly uplatněny vedle kuželovité střechy i přístěnné sloupy, které umožnily vybudovat ohromnou budovu nevídaných proporcí. Stavba byla realizována velkoryse a za značných nákladů. V historii ruského stavitelství zůstal chrám po formální stránce jedinečným a neopakovatelným.
Budova je zhotovena z cihel s mnohými dekorativními prvky z bílého kamene. Centrem celé stavby je věž, která včetně kříže dosahuje výšky 62 m. Půdorys chrámové lodi tvoří rovnoramenný kříž. Vnitřní prostor je relativně malý - má pouze něco málo přes 100 m2, výška stropu činí 42,5 m. Okolo chrámu se obepíná galerie se třemi vysokými vstupními schodišti. Z fasády vystupují nepříliš výrazné pilastry a hlavice v duchu rané renesance. Mezi renesančními pilastry jsou situovány ostré gotické vimperky. Nad chrámovou lodí se zvedá osmiúhelníková věž, v nižší části zdobená řadami velkých oblouků v tradičním moskevském stylu, zdobené nahoře zdvojenými renesančními pilastry. Věž je zakončena jehlanovitou střechou se zvýrazněným žebrovím.
Stavitel Petrok Malyj tak v chrámu dovedl unikátně skloubit renesanční a gotické architektonické prvky s tradiční ruskou architekturou. Tímto přinesl do Ruska velmi výrazné nové podněty, které zásadně ovlivnily další vývoj tamní architektury.

## Galerie

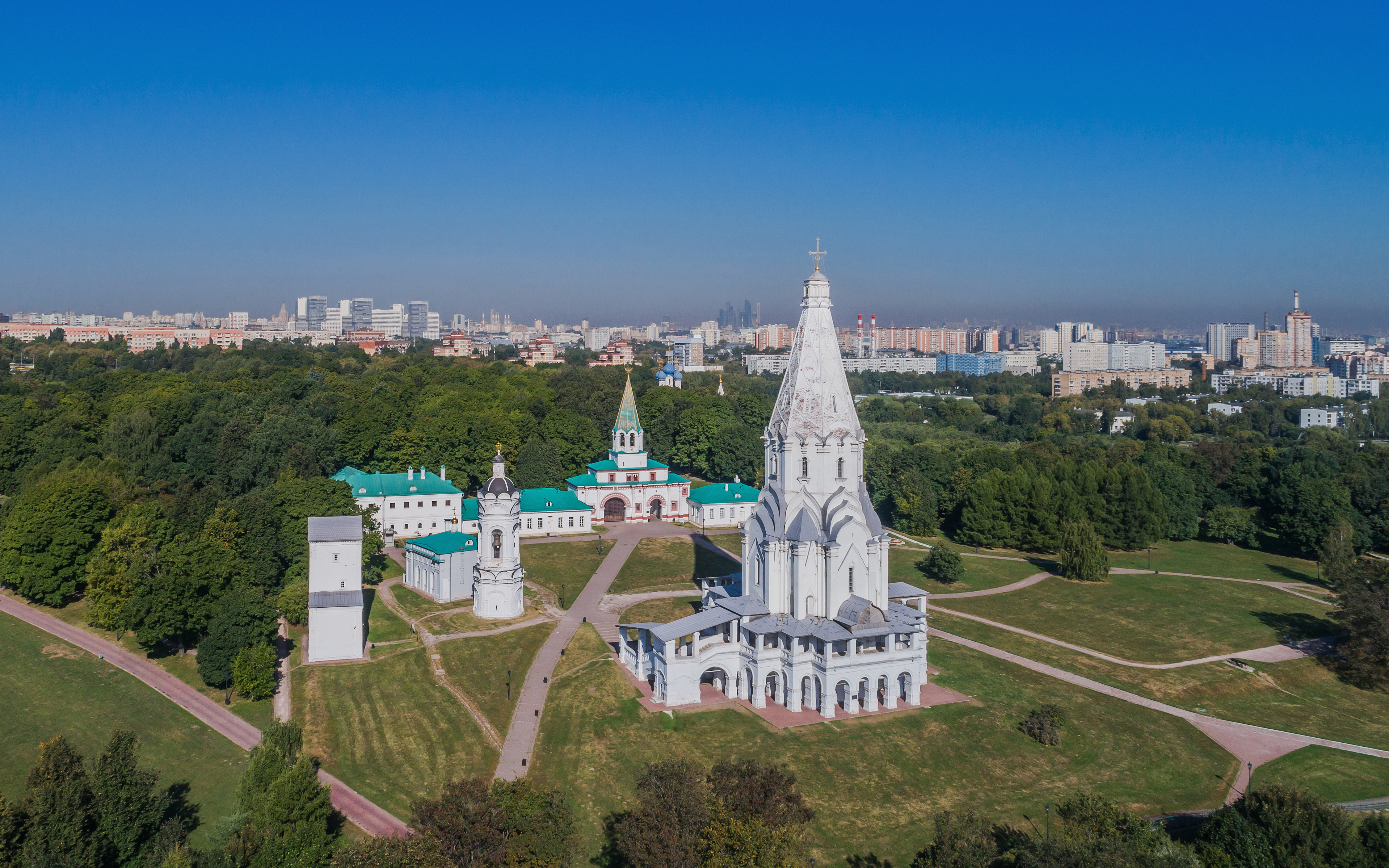
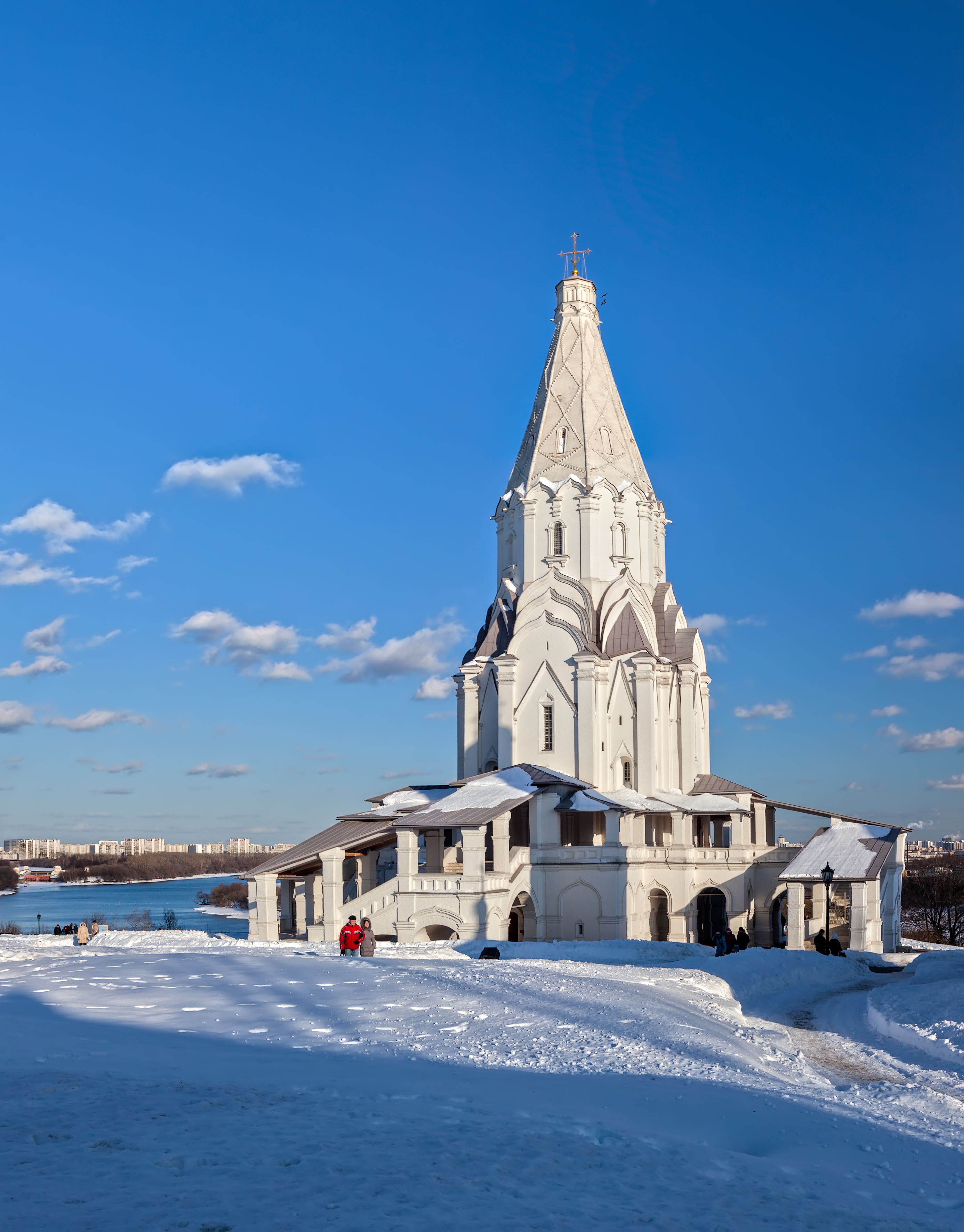
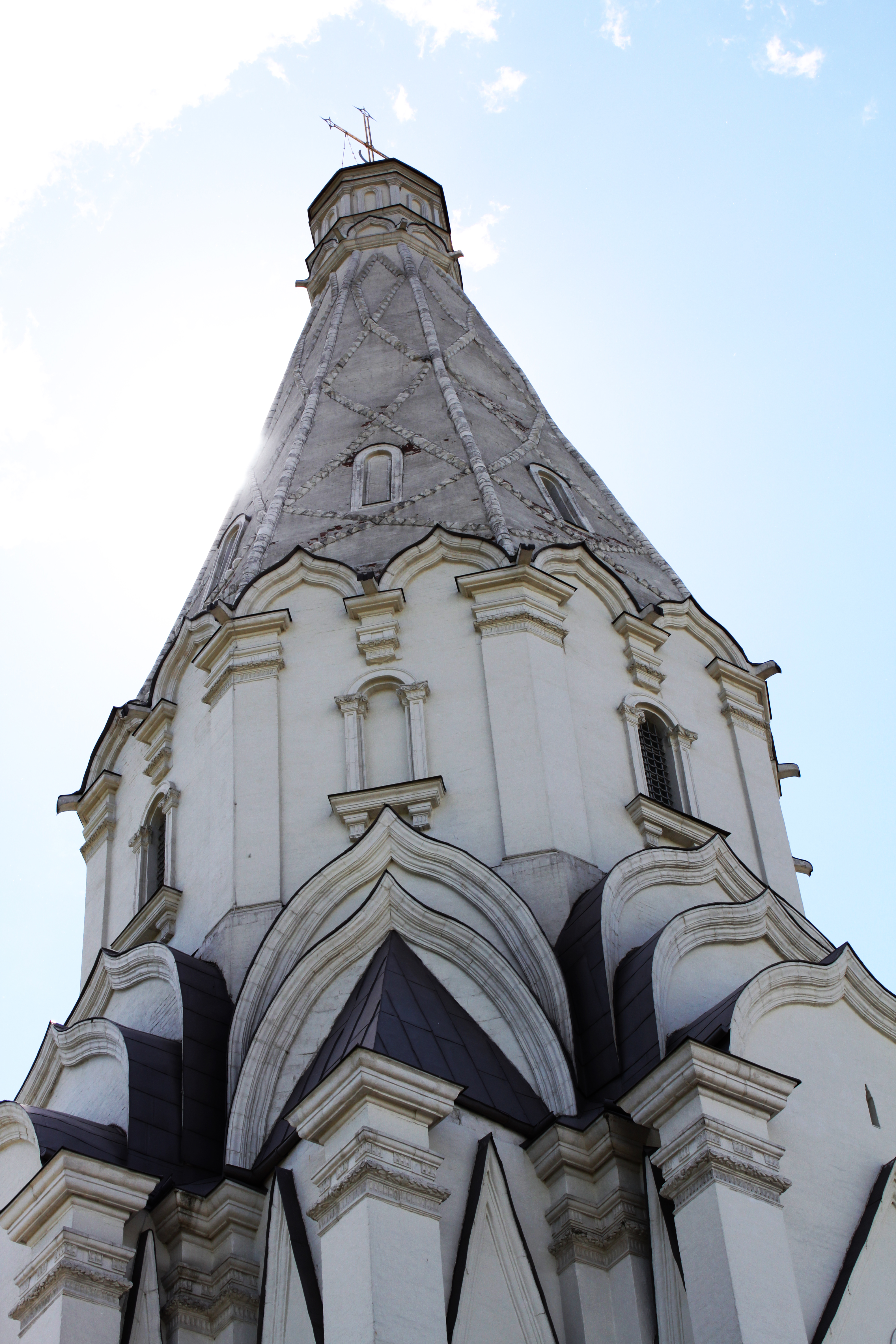
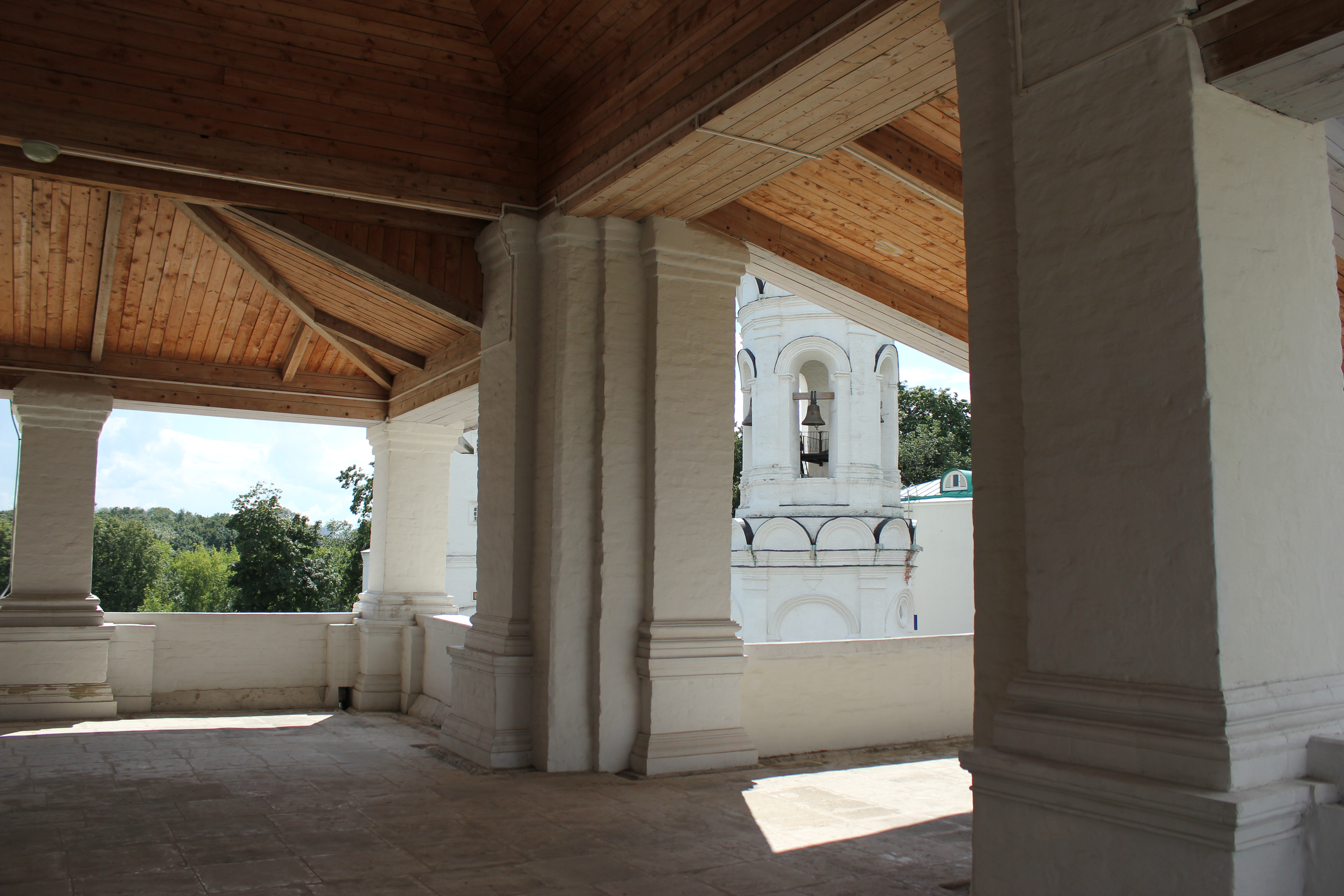
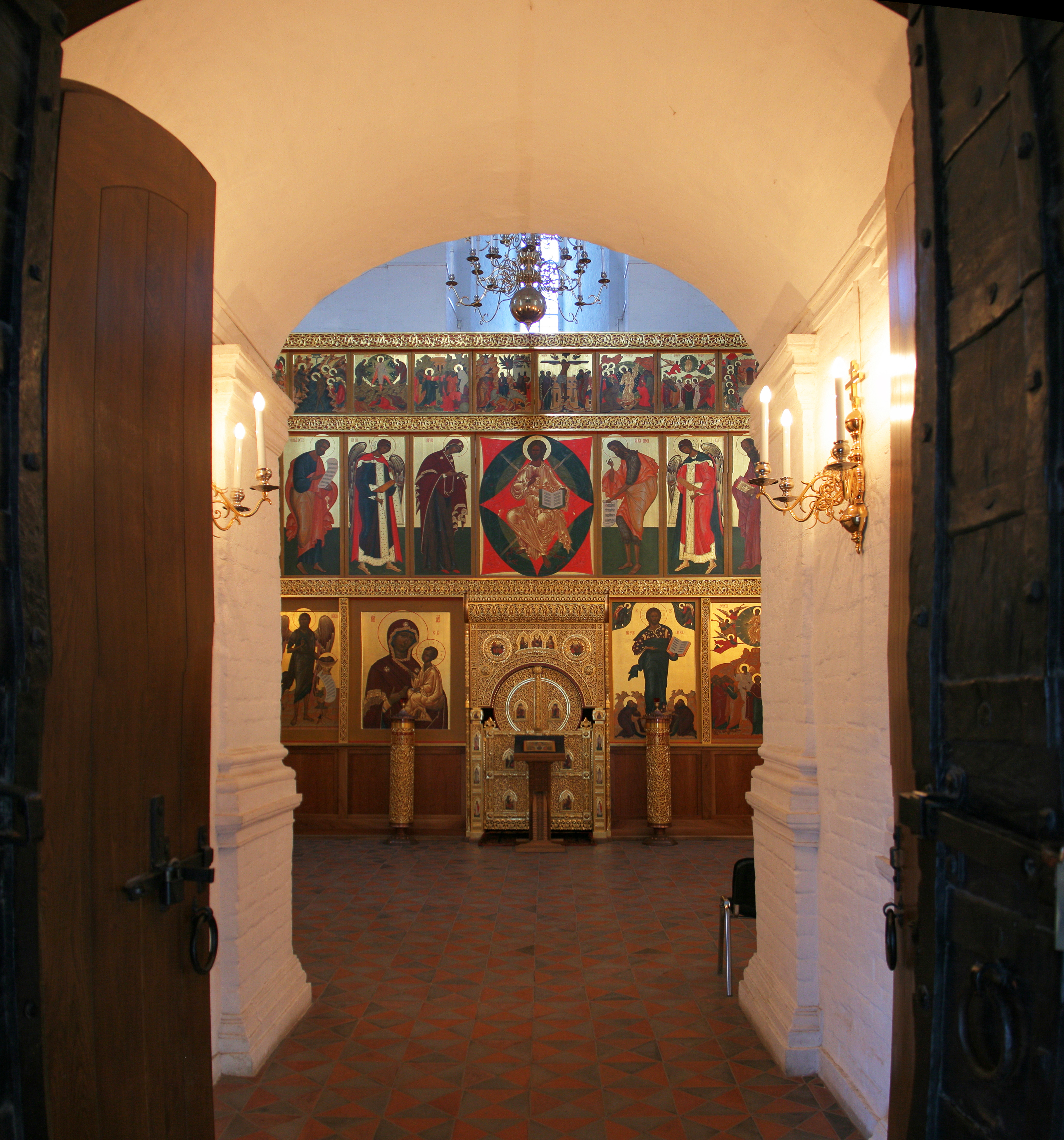
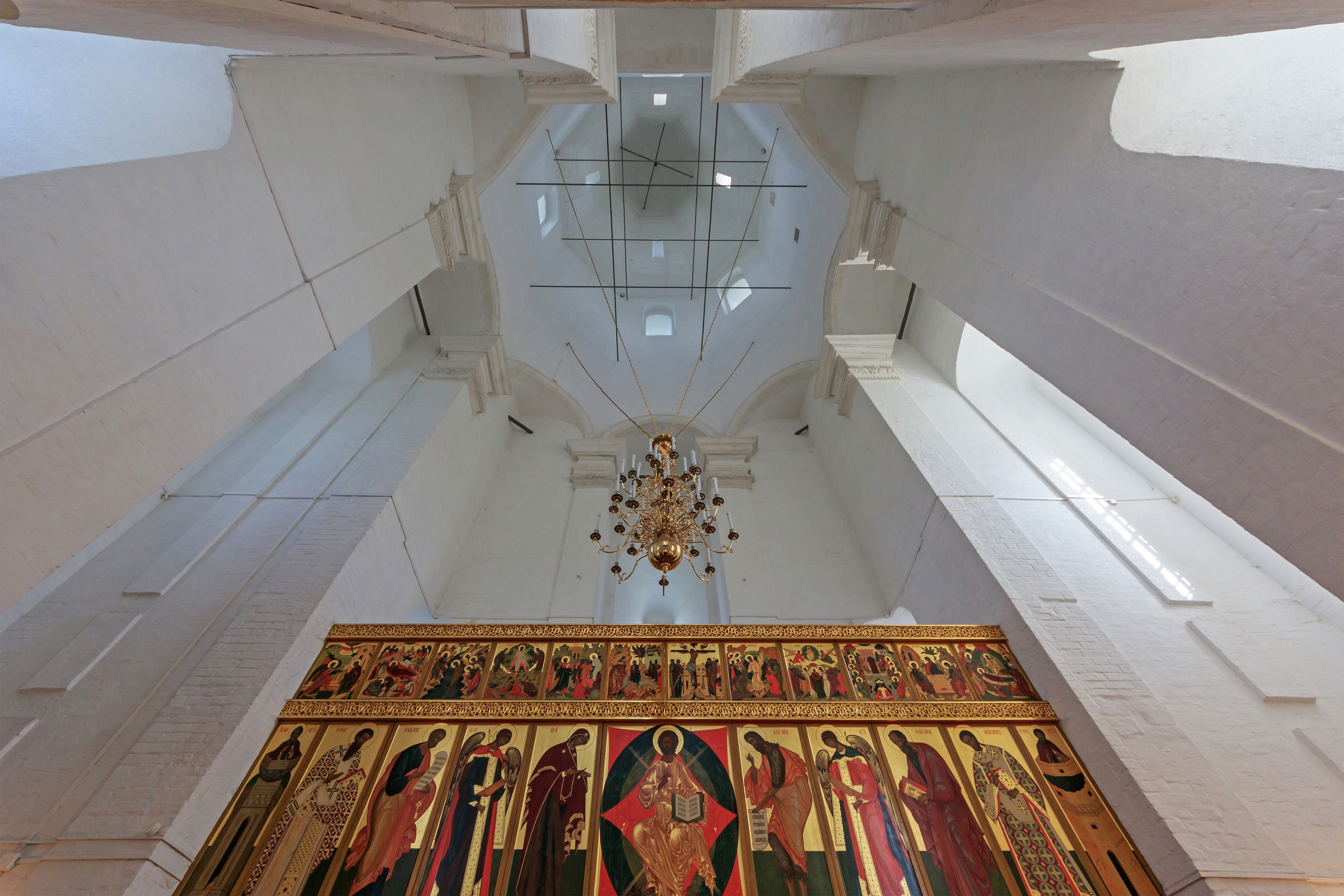